# Сантервас-де-Кампос
Сантервас-де-Кампос (ісп. Santervás de Campos) — муніципалітет в Іспанії, у складі автономної спільноти Кастилія-і-Леон, у провінції Вальядолід. Населення — 141 особа (2010).
Муніципалітет розташований на відстані близько 230 км на північний захід від Мадрида, 70 км на північний захід від Вальядоліда.
На території муніципалітету розташовані такі населені пункти: (дані про населення за 2010 рік)
- Сантервас-де-Кампос: 137 осіб
- Вільякресес: 0 осіб
- Соріта-де-ла-Лома: 4 особи

## Демографія
Динаміка населення (INE ):